# Veliki južni komet iz leta 1947
Veliki južni komet iz leta 1947 ali C/1947 X1 (tudi komet Południowa) je komet, ki je razpadel na dva dela, ki imata oznaki C/1947 X1-A in C/1947 X1-B.   
Komet so ljudje s prostim očesom najprej opazili 7. decembra 1947  v Južni Afriki.
Sestavljen je bil iz dveh delov, ki sta bila sta ločena za samo za 6″. Njegova svetlost ob odkritju je bila okoli magnitude 0 ali pa še več .

## Značilnosti[3]
Komet je bil v prisončju 8. decembra 1947. Pozneje je njegova svetlost hitro padala. Kazal je pet repov. Po 25. decembru ni bil več viden s prostim očesom. Verjetno je komet razpadel na dva dela že pred 10. decembrom.
Prvi je določil razdaljo med deloma van den Bos iz Johannesburga .
Največja njegova magnituda je bila -4 . 
Po 25. decembru ni bil več viden s prostim očesom. Viden je bil samo na južni polobli.